# Донецька культура
Донецька культура — група споріднених пам'яток пізнього мезоліту - раннього неоліту з однотипним крем'яним інвентарем, якому властиві яніславицькі вістря, мікропластинки з притупленим краєм, численні трапеції. Була поширена V-VI тис. до н.е на Сіверодонеччині, Пооріллі й Поміус'ї.

## Опис та особливості
Техніка розколювання кременю мікропластинчаста, нуклеус — правильний конічний, скребачки — кінцеві та округлі, різці на зламаних пластинах, сокири. Знайдені кістяні наконечники списів з крем'яними пластинками в пазах. На пізніх пам'ятках наявна неолітична кераміка з гребінцевим орнаментом. Численні пам'ятки відомі у басейні Сіверського Дінця та на Донецькому кряжі: Петрівська 4, 28, Пришиб, Ізюм, Шевченкове, Пелагіївка, Ольхова 5, Моспине. Датується VII— V тис. до н. е.
Донецька людність полювала з луком та списом на копитних прирічкових лісів (олень, кабан, кінь). Значну роль відігравало рибальство. Культура сформувалася на місцевих традиціях степових мисливців кінця палеоліту під яніславицьким впливом з Полісся і, своєю чергою, вплинула на формування неоліту Сіверського Дінця з гребінцевою керамікою.
Характерна кераміка - гостродонні горщики, орнаментовані наколами відступаючої гребінки та підкресленими лініями.